# Ika-6 na Utos
Ika-6 na Utos é uma telenovela filipina exibida pela GMA Network entre 5 de dezembro de 2016 e 10 de março de 2018, estrelada por Sunshine Dizon, Ryza Cenon e Gabby Concepcion.

## Enredo
Roma e Emma têm problemas e, quando surgem problemas, o casamento deles começa a ficar em perigo e Roma se encontra com a Geórgia, que se tornará sua amante.

## Elenco

### Elenco principal
- Sunshine Dizon como Emma Doqueza de Jesus-Fuentabella
- Gabby Concepcion como Jerome "Rome" Fuentabella / Jordan Francisco
- Ryza Cenon como Georgia "Adyang" Ferrer / Athena Velasco-Francisco

### Elenco de apoio
- Mike Tan como Angelo Trinidad
- Rich Asuncion como Flora "Flor" Trinidad
- Daria Ramirez como Lourdes Doqueza-de Jesus
- Carmen Soriano como Margarita vda. de Fuentabella
- Marco Alcaraz como Chandler Vasquez
- Mel Martinez como Zeny
- Arianne Bautista como Anselma "Selma" Del Rosario

### Elenco recorrente
- Zach Briz como Austin (jovem)
- Odette Khan como Consuelo "Loleng" Domingo vda. de Guidotti
- Marife Necesito como Vicky
- Ollie Espino como Mando
- Rosemarie Sarita como Mildred Ferrer
- Charming Lagusad como Becca
- Angelica Ulip como Milan de Jesus-Fuentabella / Sydney Ferrer-Fuentabella

### Elenco estendida
- Cai Cortez como Charlotte Amalie "Char" Ledesma
- Pen Medina como Antonio “Noel” de Jesus
- Angelika Dela Cruz como Geneva "Gengen" Ferrer-Takahashi
- Zoren Legaspi como Lyon Muller
- Chynna Ortaleza como Maui Alcaraz
- Leanne Bautista como Chelsea Muller
- Lharby Policarpio como Morgan
- Vince Gamad como Darwin
- Elle Ramirez como Kenya
- Marnie Lapuz como Chona
- Jacob Briz como Austin de Jesus Fuentabella
- Bryan Benedict como Nato
- Ranty Portento como Brian Santiago
- Izzy Trazona-Aragon como Alberta Alcaraz-Muller

## Exibição
| País/Região      | Emissora          | Data de estréia        | Data de final       | Título                  |
| ---------------- | ----------------- | ---------------------- | ------------------- | ----------------------- |
| Filipinas        | GMA Network       | 5 de dezembro de 2016  | 10 de março de 2018 | Ika-6 na Utos           |
| Estados Unidos   | GMA Pinoy TV      | dezembro de 2016       | março de 2018       | Ika-6 na Utos           |
| Canadá           | GMA Pinoy TV      | dezembro de 2016       | março de 2018       | Ika-6 na Utos           |
| Japão            | GMA Pinoy TV      | dezembro de 2016       | março de 2018       | Ika-6 na Utos           |
| Taiwan           | GMA Pinoy TV      | dezembro de 2016       | março de 2018       | Ika-6 na Utos           |
| Hong Kong        | GMA Pinoy TV      | dezembro de 2016       | março de 2018       | Ika-6 na Utos           |
| Malásia          | GMA Pinoy TV      | dezembro de 2016       | março de 2018       | Ika-6 na Utos           |
| Indonésia        | GMA Pinoy TV      | dezembro de 2016       | março de 2018       | Ika-6 na Utos           |
| Singapura        | GMA Pinoy TV      | dezembro de 2016       | março de 2018       | Ika-6 na Utos           |
| Papua-Nova Guiné | GMA Pinoy TV      | dezembro de 2016       | março de 2018       | Ika-6 na Utos           |
| Austrália        | GMA Pinoy TV      | dezembro de 2016       | março de 2018       | Ika-6 na Utos           |
| Nova Zelândia    | GMA Pinoy TV      | dezembro de 2016       | março de 2018       | Ika-6 na Utos           |
| Europa           | GMA Pinoy TV      | dezembro de 2016       | março de 2018       | Ika-6 na Utos           |
| Médio Oriente    | GMA Pinoy TV      | dezembro de 2016       | março de 2018       | Ika-6 na Utos           |
| Malásia          | TV3               | 28 de setembro de 2018 | presente            | A Woman Scorned         |
| Equador          | Oromar Televisión | 5 de novembro de 2018  | presente            | Dulce venganza          |
| Indonésia        | MNCTV             | dezembro de 2018       | presente            | Kurebut Suamiku Kembali |